# Nhân Thọ
Nhân Thọ (chữ Hán giản thể: 仁寿县, Hán Việt: Nhân Thọ huyện) là một huyện thuộc địa cấp thị tỉnh Tứ XuyênMi Sơn, Cộng hòa Nhân dân Trung Hoa. Nhân Thọ nằm ở dải đất Khâu Lăng, tây trung bộ của bồn địa Tứ Xuyên, đông giáp Đà Giang, bắc giáp bình nguyên Bình Đô. Trung tâm huyện này cách trung tâm Thành Đô 90 km. Huyện này có diện tích 2600 km2, dân số 1,5 triệu người. Trước đây Nhân Thọ thuộc Lạc Sơn, năm 1997 chuyển qua Mi Sơn. Xung quanh Nhân Thọ gồm: bắc là Song Lưu, Long Tuyền Dịch, đông là Giản Dương, Tư Dương, Tư Trung, nam là Uy Viễn, Tống, Tỉnh Nghiên, tây là Thanh Thần, thành phố cấp huyện Mi Sơn, huyện Bành Sơn.